# Sienai palio

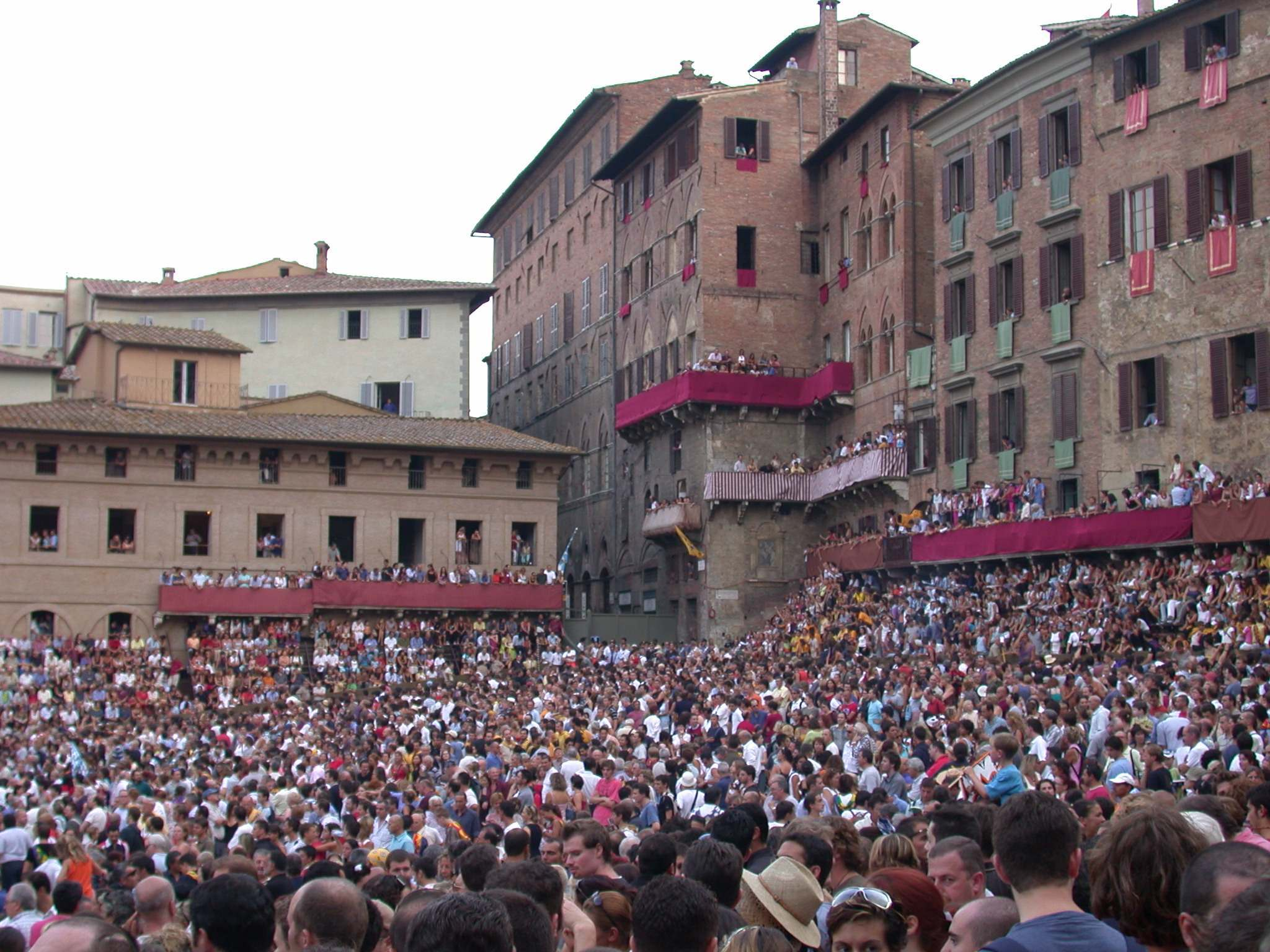
A Piazza del Campo a Palio idején

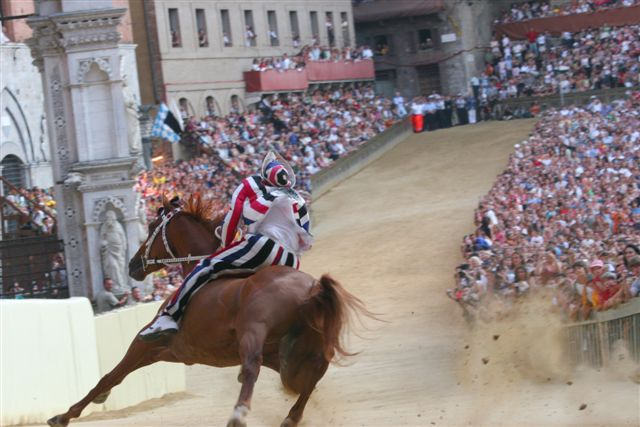

A sienai palio az olaszországi Siena városának legnevezetesebb, legtöbb látogatót vonzó kulturális-turisztikai rendezvénye, amit egy évben általában két alkalommal rendeznek meg, július 2-án, Sarlós Boldogasszony napján, és augusztus 16-án, Mária mennybevétele tiszteletére. Különleges esetekben ezeken kívül még máskor is megrendezhetik az év május és szeptember közötti időszakában; legutóbb ilyenre 2000-ben, az ezredforduló alkalmából került sor. A sienai palio a hasonló olaszországi rendezvények sokasága közül a leghíresebb. A verseny díja a paliónak nevezett, Madonna-képpel díszített festett selyemzászló, amelyből minden alkalomra új készül. 

## A verseny résztvevői
A sienai palión minden alkalommal 10 lovas indul. A résztvevőket a város tizenhét negyede (contrada) közül választják ki, mégpedig úgy, hogy az előző versenyen indulási jogot nem kapott hét városnegyed mindenképpen szerepel, a másik három résztvevőt pedig legalább 20 nappal a verseny előtt kisorsolják.

## A sorsolás
A verseny előtti harmadik nap reggelén a városháza udvarán kiválasztják és megvizsgálják a jelölt lovakat, azokat csoportokra osztják, próbaképpen három próba-kört tesznek meg a téren. Ezután a kerületek képviselői a polgármester jelenlétében kiválasztják a megfelelőnek talált tíz lovat. A következő lépés a részt vevő lovak és a városnegyedek összesorsolása, majd minden városnegyed lovásza átveszi a nekik kisorsolt lovat, és a városnegyed lakóinak kíséretében az istállóba vezeti.

## A próbák
Összesen hat próbafutamot szerveznek három napon át, reggel és este a ló és az azt nyereg nélkül, szőrén megülő lovas összeszoktatására. A lovat a városnegyed istállójából a lakók népes csoportja kíséri a főtérre, közben hagyományos dalokat énekelnek. A főpróba után a tíz városnegyed lakossága külön-külön nagy vacsorát rendez.

## A Palio napja
Reggel 8-kor a városháza előtti kápolnában az érsek celebrálja „a lovas miséjét”. Ezután tartanak egy utolsó, bemelegítő próbát az esti verseny előtt. 10.30-kor a városházán a polgármester jelenlétében véglegesítik a lovasok személyét, megtörténik a „lovasok kinevezése”, akik ettől fogva nem helyettesíthetők. Délután a városnegyedek kápolnáiban, megáldják a lovakat megáldása, majd díszmenetben a verseny színhelyére, a Piazza del Campóra vonulnak. 

## A verseny
A díszmenet után mozsárágyú lövése jelzi, hogy a lovak kilépnek a Nagykapun. Minden lovasnak egy ökörbőr korbácsot adnak, amellyel nem csak a lovat serkenthetik, hanem az ellenfeleket is akadályozhatják a futásban. A rajtnál két kötél van kifeszítve, ezek közé kell felsorakozniuk. A belépés sorrendjét is bonyolult sorshúzás dönti el. Az utolsó, a tizedik lovas dönti el a rajt pillanatát, amikor jónak látja. Ebben a pillanatban a rajtbíró leengedi az első kötelet, ezzel indulhat a futás. Ha az indulás érvénytelen, a mozsárágyú lövése nyomán vissza kell térniük az indulás helyére. A lovaknak háromszor kell körbefutniuk a teret körülbelül 1000 méteres pályán, amin derékszögű fordulók is vannak. Ha egy lovas leesik a lováról, a ló maga is folytathatja a versenyt és elnyerheti a díjat a városnegyedének. Csak az első helyezettet díjazzák. 

## Az ünneplés
A győztes városnegyed lakói átveszik a paliót, a győzelmi díjat, és ezzel a S. Maria di Provenzano-bazilikába mennek (a júliusi palio után), vagy a Dómba (augusztusban), hogy köszönetképpen elénekeljék a Te Deumot. Ezután egészen őszig minden alkalom megfelelő arra, hogy a város a palióra emlékezzen. Szeptember vége – október eleje táján az ünnepi díszbe öltöztetett győztes városrészben megtartják a „győzelmi vacsorát”, amelyen a lakosság nagy része részt vesz, díszhelyen a győztes lóval.